# Francesco Orlando (doppiatore)
Francesco Orlando (Mottola, 13 luglio 1963) è un doppiatore e attore teatrale italiano.
Dopo la maturità scientifica studia come attore di prosa presso la Scuola d'Arte Drammatica del Piccolo Teatro di Milano.

## Doppiaggio

### Film
- River Phoenix in Dogfight - Una storia d'amore
- Walter Koenig in Star Trek
- Oliver Platt in The Ten
- Bailey Kitzmann in Air Bud vince ancora
- Carlos Vicente in Rec
- Won-hie Lim in Three... Extremes

### Televisione
- Joe Manganiello (1ª voce) in How I Met Your Mother
- Christopher Kayman Lee in Power Rangers in Space
- Oliver Platt in Nip/Tuck
- Ricky Paull Goldin in Sentieri
- John Castellanos e Del Zamora in Febbre d'amore
- Philipp Sonntag in Tempesta d'amore
- Jeff Garlin in Community

### Film d'animazione
- Wataru Takagi in Detective Conan - L'ultimo mago del secolo, Detective Conan - Solo nei suoi occhi, Detective Conan - Trappola di cristallo, Detective Conan - La mappa del mistero, Detective Conan - Il mago del cielo d'argento, Detective Conan - La strategia degli abissi, Detective Conan - Requiem per un detective, Detective Conan - L'isola mortale, Detective Conan - La musica della paura, Detective Conan - ...e le stelle stanno a guardare, Detective Conan - L'undicesimo attaccante, Lupin Terzo vs Detective Conan, Lupin III vs Detective Conan, Detective Conan: Episode "One" - Il detective rimpicciolito (edizione home video)
- Fumikage Tokoyami in My Hero Academia: Two Heroes, My Hero Academia: Heroes Rising, My Hero Academia: World Heroes' Mission, My Hero Academia: You're Next
- Toru Ban in Detective Conan - Il mago del cielo d'argento
- Rei in Beyblade - The Movie
- Re Frederick in Barbie - La principessa e la popstar
- Susume Kodai in Yamato - L'ultima battaglia
- Bezal in Melanzane - Estate andalusa
- Junichi Sakai in City Hunter: Private Eyes
- E.C.1 in One Piece - Il miracolo dei ciliegi in fiore
- Yamakaji in One Piece - Avventura sulle isole volanti
- Scratchmen Apoo in One Piece Stampede - Il film
- Saint Charlos in One Piece Film: Red

### Serie animate
- Pui Pui in Dragon Ball Z
- Scratchmen Apoo e Koshiro (solo nell'episodio 324) in One Piece
- Wataru Takagi (5ª voce), Kaito Kid (1ª voce) e Shintaro Chaki (ep. 589) in Detective Conan
- Tobirama Senju in Naruto, Naruto: Shippūden (ep. 190)
- Setne in Neteb - La principessa del Nilo
- Stereo 2 in Space Goofs - Vicini, troppo vicini!
- Smoke in Mortal Kombat: Defenders of the Realm
- Kelly in Devil May Cry
- Sullivan in Archibald, il koala investigatore
- Carl da giovane in Cortili del cuore
- Kenji in Alé alé alé o-o
- Rei in Beyblade, Beyblade V-Force, Beyblade G-Revolution
- Noki in Pokémon Advanced
- Duo Maxwell in Gundam Wing
- Demon in Flint a spasso nel tempo
- Noki Imonoyama in CLAMP Detective
- Pock in Eto Rangers
- Katori in L'irresponsabile capitano Tylor
- Gavance in Sol Bianca
- Shin Mouri negli OAV de I cinque samurai
- Shadam in Record of Lodoss War: La saga dei cavalieri
- Shuichiro Oishi in Prince of Tennis
- Conklin e Cliff, il Rimuovi-Trappole in Yu-Gi-Oh! GX
- David in Sorriso d'argento
- Fumikage Tokoyami in My Hero Academia
- Trevor Belmont in Castlevania
- Reijiro Fudo in Devilman Crybaby
- Kado in Shaman King (serie 2021)
- Yammy Llargo in Bleach
- PePe Waccabrada e Kirinji Tenjo in Bleach: Thousand Year Blood War
- Padre di Oga in Beelzebub
- Takuma Takehara in A.I.C.O. Incarnation
- Voci secondarie in Kuromukuro, Spy × Family, Lupin Zero
- Prof Sotomura e altri personaggi in Jujutsu Kaisen
- Kuroko principale in Lamù e i casinisti planetari - Urusei Yatsura
- Henry in Baki Hanma
- Timothy in Mushoku Tensei

### Videogiochi
- Steven Archer in Syphon Filter 2
- Rog in Need for Speed: Most Wanted
- Gol e Saggio Blu in Jak and Daxter: The Precursor Legacy[1]
- Ryan Chappelle e Robert Daniels in 24: The Game (2008)[2]
- Liam in The Getaway[3]
- Ispettore Chelmey in Il professor Layton e lo scrigno di Pandora[4] e Il professor Layton e il futuro perduto[5]
- Nigel in Il professor Layton e lo scrigno di Pandora[4]
- Stepan in Metro Exodus
- Colonnello Lee in Crysis Warhead[6]
- Bragg in The Darkness II[7]
- Arach Jalaal in Destiny 2[8]
- Kasprus in Diablo III[9]
- Marcus Crozier e Cittadini di Venezia in Dreamfall: The Longest Journey[10]
- Soldati in Hogs of War[11]
- Trasmissione d'emergenza in Suicide Squad: Kill the Justice League[12]

## Attore - Teatro di prosa
Dal 1982 al 1990:
- I paraventi di Jean Genet, regia di Caterina Mattea (ruolo: Saìd)
- Che disgrazia l'ingegno di Griboedov, regia di Caterina Mattea. (ruolo: Chacskji)
- Questa sera si recita a soggetto di Luigi Pirandello, regia di Gianfranco Mauri (ruolo: Rico Verri)
- La bisbetica domata di William Shakespeare, regia di Giampiero Solari (ruolo: Sly)
- Il suicida di Nikolaj Erdman, regia di Massimo Navone.
- Il mandato di Nikolaj Ėrdman, regia di Giampiero Solari (ruolo: Valerian)
- Una specie di Alaska di Harold Pinter, regia di Nanni Garella (ruolo: Hornby)
- Girotondo di Arthur Schnitzler, regia di Massimo Castri (ruolo: il Giovane signore)
- Camere da letto di Alan Ayckburn, regia di Cristina Penzzoli (ruolo: Trevor)
- Un matrimonio alla maniera costruttivista e surrealista di Tadeusz Kantor, regia di Tadeusz Kantor (ruolo: lo sposo)
- Di cosa parliamo quando parliamo d'amore, regia Bortolossi & Pignatelli.
- Amleto di William Shakespeare, regia di Franco Branciaroli (ruolo: un'amleto)
- Il malato immaginario di Molière, regia di Marco Ceso Bona.
- Satyricon di Petronio Arbitro, regia di Carlo Formigoni (ruolo: Gitone)

Dal 1991 al 2000:
- Non è Pinocchio, è una bugìa, regia di Piero Fenati (ruolo: Pinocchio)
- Il Dono, regia di Nazareno Marinoni (ruolo: tossicodipendente)
- Vita di Mercurio, un sogno meccanico di Alberto Savinio, regia di Annalisa Santambrogio (ruolo: protagonista)
- Un petit train de Rossini, regia Fenati-Mascanzoni-Antonelli (ruolo: Rossini)
- Don Chisciotte, regia Piero Fenati (ruolo: Sancio pancia)
- Histoire du soldat di Ramuz-Stravinskji, regia di Piero Fenati (ruolo: il soldato)
- Pierino e il lupo di Prokovieff, regia Piero Fenati
- Il Vento, Mostra-spettacolo-concerto, regia di Piero Fenati
- Quale inferno? di Luigi Santucci, regia Relda Ridoni (ruolo: Cristo)
- Bartebly lo scrivano di Herman Melville, regia di Fabio Mazzari (ruolo: Bartebly)
- Dialoghi con Leucò di Cesare Pavese, regia Relda Ridoni

Dal 2001 al 2007:
- Far l’amore non è peccato, regia di Vito Molinari
- Buonanotte Bettina di Garinei e Giovannini, regia di Vito Molinari
- Histoire du soldat, regia Cosetta Colla (ruolo: lettore-soldato)
- Bartebly di Herman Melville Melville, regia di Fabio Mazzari (ruolo: Bartebly)
- Le avventure di Pinocchio. Storia di un burattino di Aldo Collodi (ruoli: Geppetto, Lucignolo, marionettista)
- Pluft piccolo fantasma di Antonio Machado (marionettista, Sebastiano)
- La freccia azzurra di Gianni Rodari (marionettista e ladro)
- Il meraviglioso mago di Oz, di L. Frank Baum (ruolo: Leone, Uomo di latta, marionettista)
- Peter Pan di J. M. Barrie (ruolo: Capitan Uncino)
- Gelsomino nel Paese dei bugiardi di Gianni Rodari (maestro Domisol, Benvenuto-mai-seduto, marionettista)
- Le avventure di Alice nel paese delle meraviglie di Lewis Carrol (ruolo: il Re di Cuori, marionette)
- Robin hood (ruolo: frà Tac, il Vescovo di Hereford)
- Sogno di una notte di mezza estate di William Shakespeare (ruolo: Quince e marionette)
- Quello che il vento raccontò (ritagli dalle fiabe di Andersen), regia di Jolanda Cappi e Gianfranco Di Bella (ruolo: attore narratore)
- I giardinieri congelati nella terra kalabrosa di Rocco D'Onghia, regia di Annalisa Santambrogio (tutti i ruoli maschili).
- Gli opposti confini dell'angelo di Rocco D'Onghia, regia Annalisa Santambrogio (tutti i ruoli maschili)
- Charlie Chan, omicidio alle hawai, regia di Rino Silveri (ruolo: Tarneverro)
- Interpreta il monologo "O ròse du uerrìere". Da "La rosa del guerriero" di Rocco D'Onghia, regia di Annalisa Santambrogio
- Piktors verwandlungen. Storia d'amore, di Hermann Hesse (voce narrante)